# Bomberman 64 (jogo eletrônico de 1997)
Bomberman 64 (爆ボンバーマン, Baku Bonbāman) é um jogo eletrônico desenvolvido e publicado pela Hudson Soft no Japão, e pela Nintendo no resto do mundo, para Nintendo 64. Ele foi lançado no Japão em setembro de 1997 e na Europa e na América do Norte em novembro e dezembro do mesmo ano, respectivamente. O jogo foi relançado no Virtual Console para Wii U em 2017.
Depois de trabalhar no jogo por cerca de seis meses, a equipe de desenvolvimento descartou todos os projetos iniciais e começou de novo devido ao surgimento de jogos 3D mais avançados no mercado. Posteriormente, ele foi exibido na Electronic Entertainment Expo de 1997 antes de seu lançamento. Bomberman 64 foi o primeiro jogo da série Bomberman em 3D. Ele implementa um modo diferente para um jogador incorporando estágios de ação-aventura e plataforma em vez de arenas nas quais os inimigos ou outros elementos devem ser destruídos. Essa nova variedade de jogo para um jogador foi bem recebida pela crítica por sua imaginação e profundidade, embora a maioria dos críticos também tenha considerado o modo multijogador insuficiente em comparação com os jogos anteriores da série.
Outros três jogos da série Bomberman foram lançados para Nintendo 64: Bomberman Hero (1998), Bomberman 64: The Second Attack (2000) e Bomberman 64 (2001).

## Jogabilidade
Como o jogo é totalmente em 3D, os controles direcionais são diferentes. O personagem do jogador pode andar em oito direções com uma câmera que gira em oito direções e com três níveis de zoom diferentes. Suas bombas têm um efeito diferente dos outros jogos da série; as ondas de explosão da bomba têm um padrão esférico, em vez das tradicionais em forma de cruz.
Tanto no modo para um jogador quanto no modo multijogador, Bomberman tem a capacidade de chutar, pegar e arremessar bombas, sem a necessidade de power-ups, ao contrário dos jogos anteriores. Um recurso exclusivo desse jogo é que o Bomberman pode "bombear" uma bomba enquanto a segura, o que tornará a explosão da bomba mais poderosa.

## Enredo
Na sequência de abertura do jogo, é mostrado um planeta de aparência pacífica com jardins, rios e edifícios residenciais em abundância (esse planeta é o mundo Blue Resort). Mas então o pirata espacial Artemis cai do céu com um grupo de soldados para invadir o planeta. Altair, o líder dos piratas espaciais, observa da Black Fortress, usando sua cobiçada arma, o Omni Cube, para drenar completamente a energia do planeta, condenando-o a um estado de zumbificação. Artemis retorna à Black Fortress para se reunir com seus parceiros, os piratas Orion e Regulus, e seu superior, Altair. Juntos, eles se concentram em seu próximo alvo: o Planeta Bomber, lar do protagonista, Bomberman.
Eles manobram sua fortaleza na atmosfera do Planeta Bomber. Bomberman, do alto de um penhasco, observa a descida da Black Fortress. Pouco tempo depois, a fortaleza começa a abrir fogo contra o povo do Planeta Bomber, disparando raios de energia destrutivos em áreas populosas. Um guerreiro vestido de branco voa até o surpreso Bomberman e pergunta se ele planeja derrotar os agressores. Bomberman responde afirmativamente, e o estranho (mais tarde apresentado como Sirius) explica que um campo de força protege a fortaleza de qualquer ataque externo. Sirius continua dizendo que esse campo de força pode ser desativado destruindo as quatro âncoras anexadas a ela: "Green Garden", um mundo natural repleto de ruínas; "Blue Resort", uma fortaleza cercada por água; "Red Mountain", um grande vulcão cheio de perigos; e "White Glacier”", uma grande montanha nevada coberta de gelo. Uma vez dentro da fortaleza, eles devem encontrar e destruir Altair.
Bomberman sobe e destrói todas as quatro âncoras com a ajuda de Sirius, que lhe dá poderes e ensina novas técnicas. No processo, ele mata Artemis e Orion, mas Regulus sobrevive. Quando o campo de força ao redor da fortaleza é desativado, a dupla entra na fortaleza. Depois de se esgueirar pelas medidas de segurança de Altair, Bomberman encontra e confronta Altair e, após uma luta difícil, derrota o pirata. Regulus, que havia sido derrotado anteriormente, entra em ação e tenta resgatar seu mestre do campo de batalha, mas é derrubado por Sirius. Altair deixa cair o Omni Cube, que Sirius aterrissa na plataforma de batalha para recuperar. Altair é aniquilado por um Sirius recém-cheio de energia. Sirius revela que estava apenas usando as habilidades de Bomberman para recuperar o Omni Cube que foi roubado por Altair, acrescentando que estava cansado de trabalhar com ele e de mentir para ele durante a missão. Ele pega o Omni Cube e foge para seu covil secreto para destruir o Planeta Bomber.
Bomberman o persegue, abrindo caminho pelo palácio e confrontando Sirius por sua traição. Quando Sirius está prestes a atirar em Bomberman, ele é salvo por Regulus, que o derruba e destrói o Omni Cube. Com a ajuda de Regulus, Bomberman derrota Sirius. Sem o poder do Omni Cube, o Rainbow Palace se choca contra a Black Fortress, destruindo ambos, enquanto Regulus foge com Bomberman. Ele o informa que ficou surpreso com a capacidade de Bomberman de derrotar Sirius, já que ele e seus companheiros haviam tido bastante dificuldade para tirar o Omni Cube de Sirius. Regulus deixa o Planeta Bomber, afirmando que um dia terá uma revanche contra seu novo rival, Bomberman, que comemora sua vitória.

## Recepção
Bomberman 64 recebeu críticas mistas em seu lançamento. Os críticos foram quase unânimes em comentar que, em uma inversão da tendência mais comum à série Bomberman, o modo para um jogador é muito melhor do que o modo multijogador. No entanto, suas opiniões sobre a qualidade geral desses modos variaram. Doug Perry, da IGN, elogiou o modo para um jogador por sua intriga e inventividade, especialmente as habilidades de construção de torres e pontes de bombas, e afirmou que o modo multijogador, embora não seja o melhor da série, é acessível e se beneficia de arenas bem projetadas. Joe Fielder, da GameSpot, considerou o modo para um jogador uma melhoria satisfatória em relação às experiências anteriores de Bomberman para um jogador, apesar de ainda não o achar essencial. Ele também disse que o modo multijogador "perdeu todo o charme viciante que definira positivamente a série".
Shawn Smith e Dan Hsu, da Electronic Gaming Monthly, consideraram o modo multijogador claramente problemático, observando que o formato 3D, que ocasionalmente dificulta a visualização do que o personagem do jogador está fazendo mesmo no modo para um jogador, é um incômodo constante no modo multijogador. Hsu comentou que "na minha opinião, certos jogos devem permanecer em 2D, e a série B-man não é exceção". O co-analista Crispin Boyer opinou que o modo multijogador simplesmente envelhece rapidamente, enquanto Kraig Kujawa o considerou suficientemente intenso e divertido, embora não tão bom quanto nas versões anteriores. A GamePro constatou que o controle analógico funciona bem no modo para um jogador, mas causa grande irritação no calor do modo de batalha multijogador. No entanto, o crítico Lawrence Neves concluiu que o modo para um jogador é bom o suficiente para valer a pena da compra.